# Пріангана

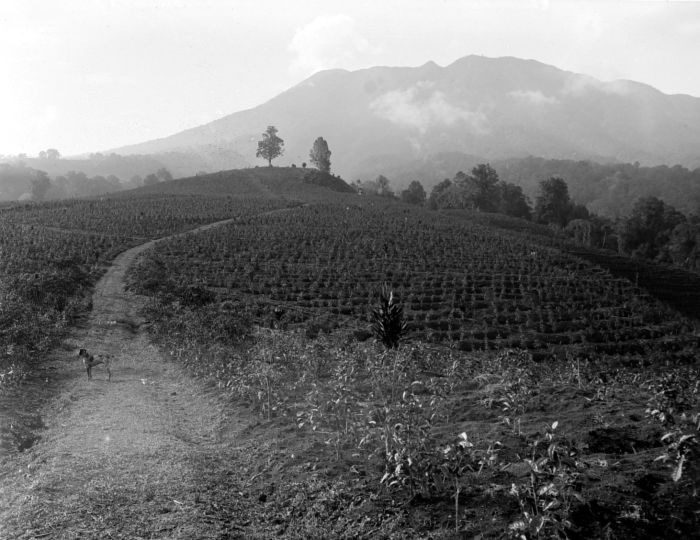
Чайна плантація у Пріанганському нагір'ї (1923)

Пріанган або Параянган або Прангер — гірський регіон у Західній Яві, Індонезія.

## Географія
Загалом займає трохи менше 1/6 частини острова Ява. Межує на заході з провінцією Бантен, на півночі — з прибережними регіонами Субанг, Чиребон та Індрамаю, на сході — з провінцією Центральна Ява, на півдні омивається Індійським океаном.